# Mohammed VI Tower
Mohammed VI Tower (in arabo برج محمد السادس‎?, Burj Muḥammad al-Sādis) è un grattacielo di 40 piani e 220 metri di altezza nella città di Salé, al confine con Rabat, la capitale del Marocco. È l'edificio più alto del Marocco e il terzo edificio più elevato in Africa.